# Wapen van Montfoort

Wapen van de gemeente Montfoort

Het wapen van Montfoort werd op 10 juni 1818 aan de toenmalige gemeente Montfoort toegekend. Sindsdien is de gemeente (deels) gefuseerd met omliggende gemeentes, maar het wapen bleef behouden.

## Geschiedenis
De plaats Montfoort werd tussen 1156 en 1178 door de toenmalige bisschop van Utrecht gesticht. Hij benoemde een leenman die de naam burggraaf van Montfoort aannam. Deze naam stierf met ongeveer 100 jaar uit. De familie De Rover van Montfoort nam hierop de stad over, het wapen stamt ook uit deze periode. De molenijzers komen uit het familiewapen van de familie De Rover van Montfoort. Het oudst bekende wapen van de stad stamt uit het jaar 1353. Maar mogelijk werd er al in 1329 een wapen gebruikt.
Het wapen bleef na fusie met de gemeentes Linschoten en Willeskop in 1989 behouden, omdat uit jurisdictie bleek dat Montfoort ook daar recht sprak.

## Blazoen
De officiële beschrijving (ook wel blazoenering genoemd) van het wapen van Montfoort luidt als volgt:
Van zilver beladen met een roode burg en verzeld ter wederzijde door een zwart molenijzer, het schild gedekt door een goude kroon en ter wederzijde vastgehouden door een klimmende leeuw in natuurlijke kleur.
In het blazoen wordt niet vermeld dat de kroon bestaat uit drie bladeren waartussen twee parels. Wel wordt verteld dat het wapenschild zilver van kleur is. Op het schild staat een rode burcht of fort (dit is het sprekende deel van het wapen) met aan weerszijden een zwart molenijzer. De schildhouders zijn twee leeuwen van natuurlijke kleur.

## Locaties in de stad
Het wapen van Montfoort is op verschillende locaties in de stad nog te zien:
- Op de gedenksteen in de westmuur van Schutsluis Montfoortse Vaart
- Op de brug ter hoogte van de Waterpoort en Onder de Boompjes
- Boven de deur van het Oude Stadhuis en in de bestrating van het terras
- Boven de doorgang van de IJsselpoort
- In het venster van de Commanderije van Sint-Jan aan de Hofstraat

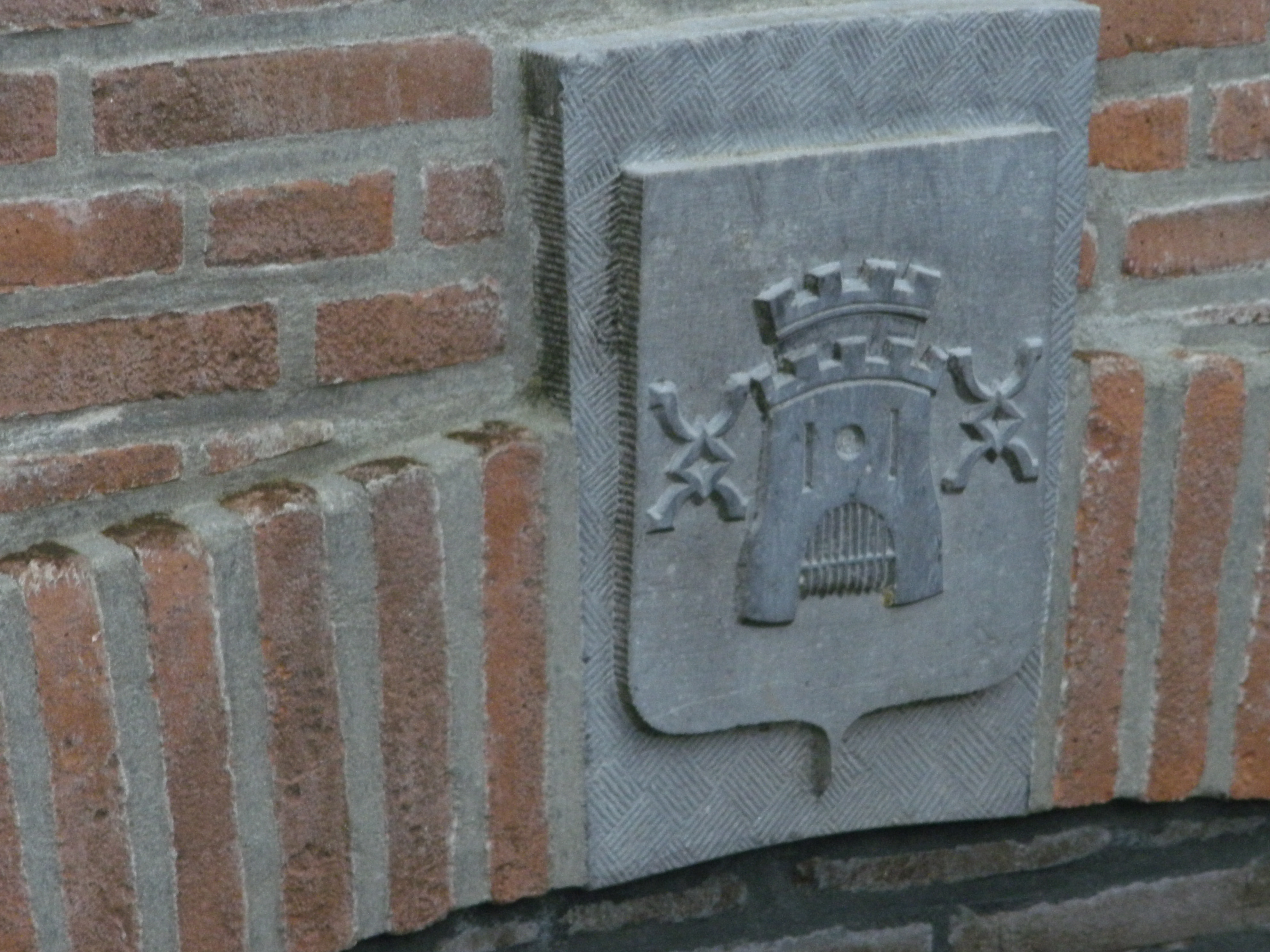
Op de brug ter hoogte van Waterpoort en Onder de Boompjes
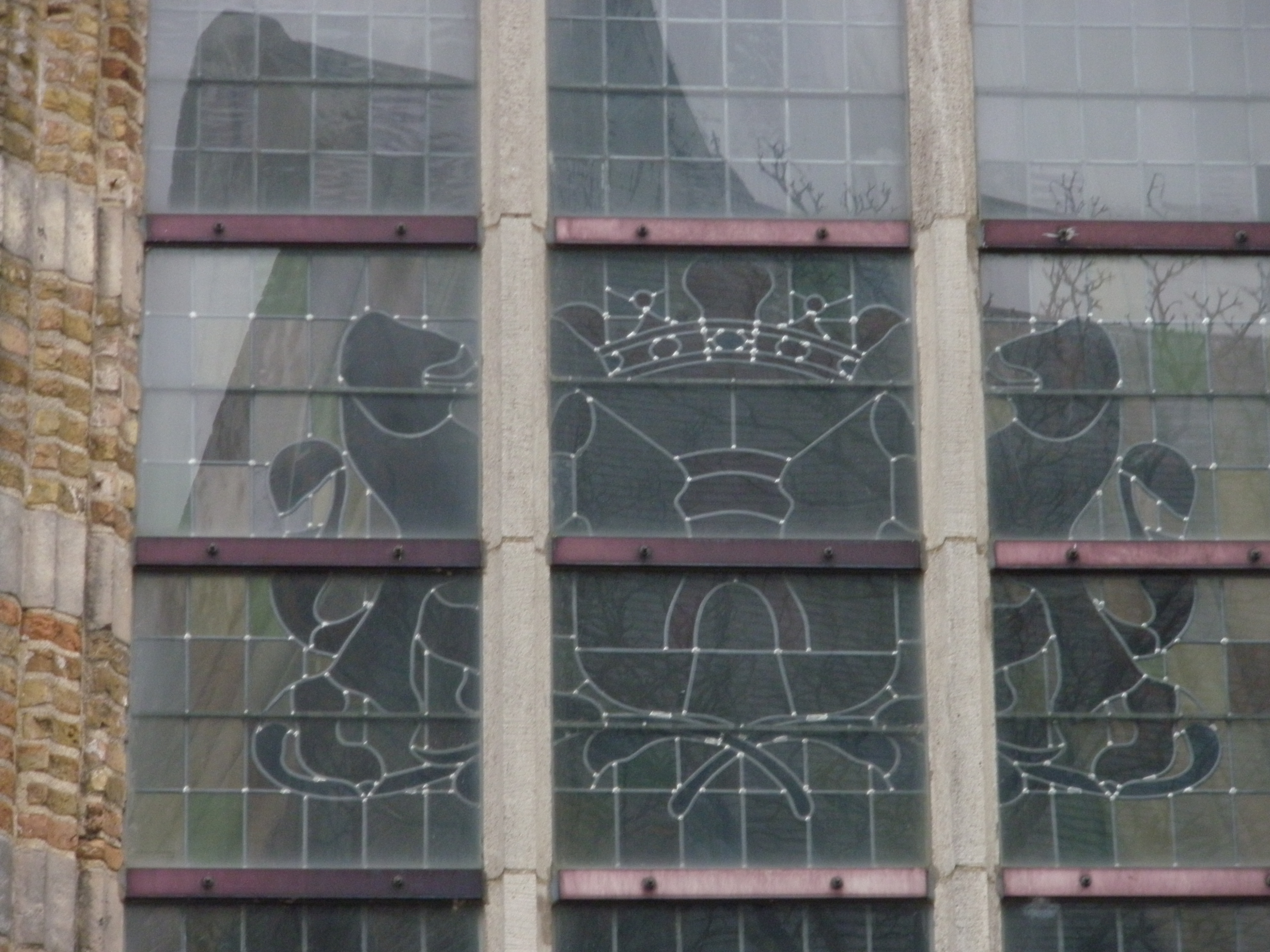
Venster van de Commanderije van Sint-Jan aan de Hofstraat
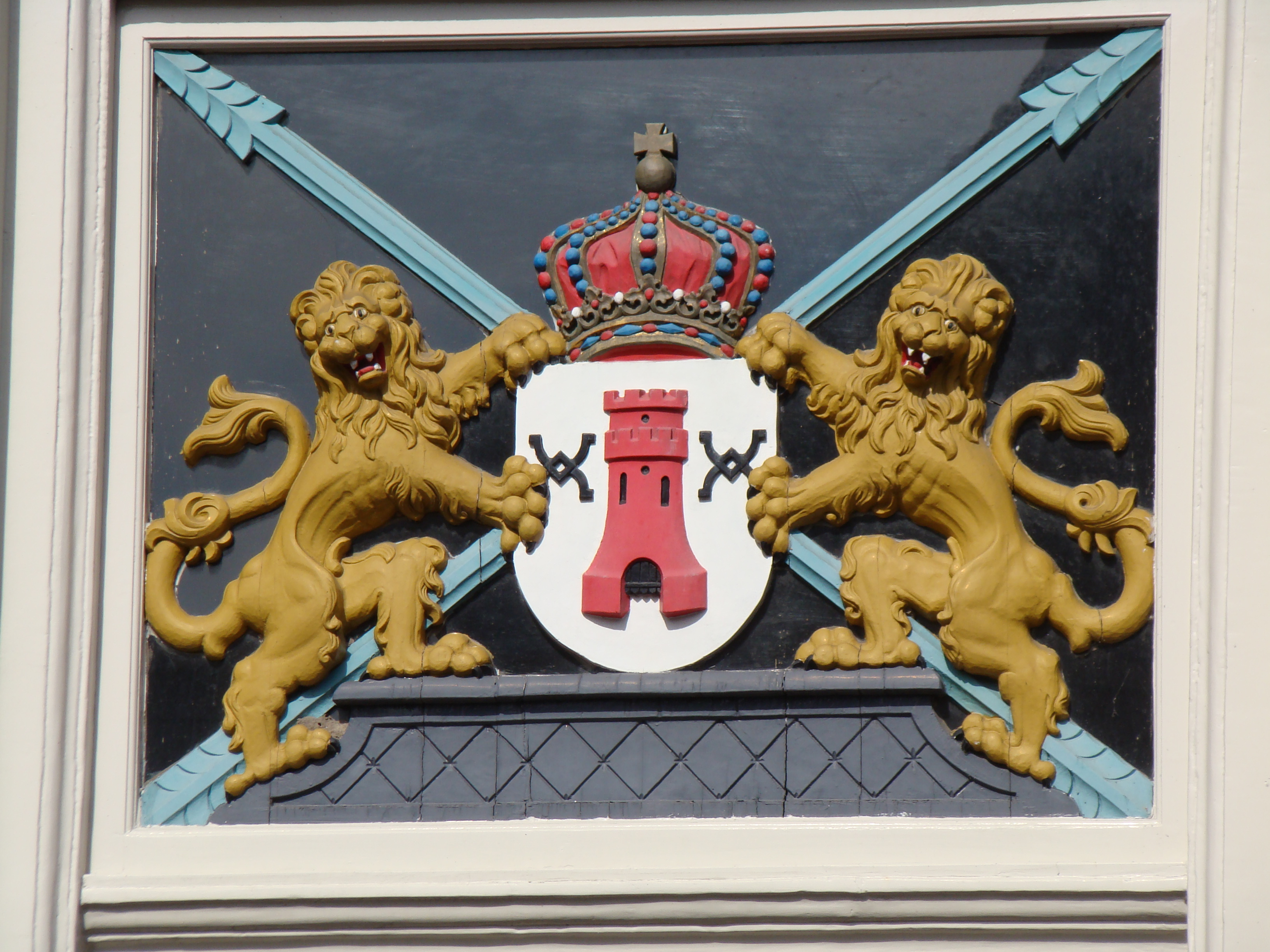
Boven de deur van het stadhuis
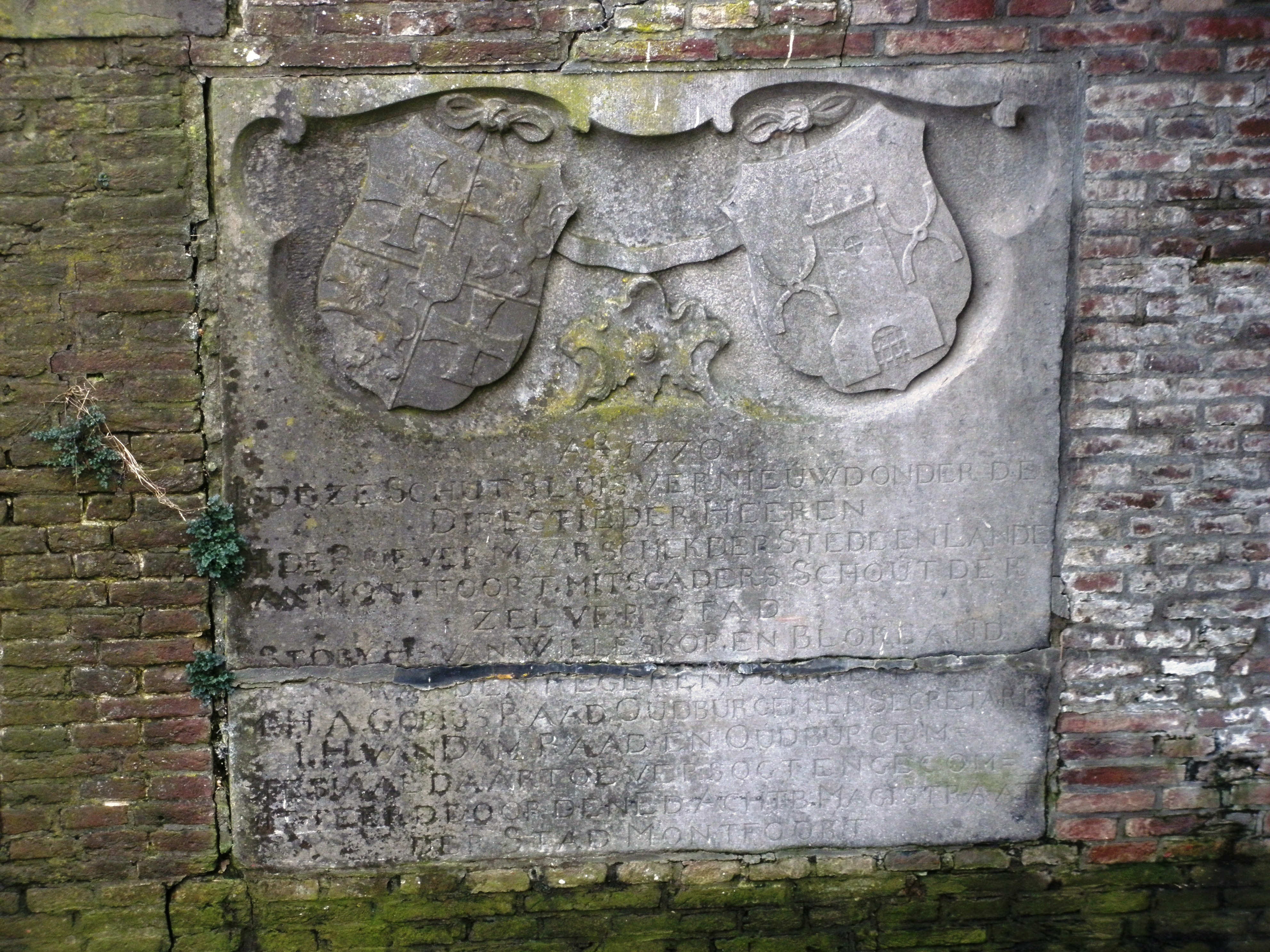
Ingemetselde gedenksteen in de schutsluis in de Montfoortse Vaart